# Uwe Kant
Uwe Kant (* 18. Mai 1936 in Hamburg-Lurup) ist ein deutscher Schriftsteller.

## Leben
Uwe Kant, geboren als viertes Kind eines Gärtners, verbrachte die ersten Lebensjahre in Hamburg. Wegen der drohenden Bombenangriffe zog die Familie (darunter sein älterer Bruder Hermann Kant) 1940 ins Haus seines Großvaters in die Kleinstadt Parchim in Mecklenburg. Dort besuchte Uwe Kant die Oberschule und legte 1956 sein Abitur ab. Anschließend studierte er Germanistik und Geschichte zunächst an der Universität Rostock, danach von 1958 bis 1961 an der Humboldt-Universität zu Berlin.
Von 1961 bis 1964 arbeitete Kant als Lehrer in Lübbenau-Neustadt und veröffentlichte gleichzeitig erste literarische Arbeiten in der Studentenzeitschrift Forum sowie im Sonntag und in der ndl. 1964 ging er zurück nach Berlin und arbeitete bis 1967 als Literaturredakteur des Magazins. Seit 1967 ist er freischaffender Journalist und Schriftsteller. Für das Magazin war er bis in die 1990er Jahre als Buchrezensent tätig.
Uwe Kant, seit 1971 Mitglied im Schriftstellerverband, wurde in der DDR vornehmlich als Autor erfolgreicher und in mehrere Sprachen übersetzter Kinder- und Jugendbücher bekannt. Zwei seiner Werke wurden von der DEFA verfilmt: 1971 Das Klassenfest (unter dem Titel Männer ohne Bart; Regie: Rainer Simon) und 1977 Der kleine Zauberer und die große Fünf unter der Regie von Erwin Stranka. Im Oktober 1978 erhielt er „für sein bisheriges literarisches Gesamtwerk“ den Nationalpreis III. Klasse für Kunst und Literatur.
Außerdem verfasste und sprach Kant den Kommentar zu Anmut sparet nicht noch Mühe (1979) aus der Dokumentarfilmreihe Die Kinder von Golzow von Winfried Junge. Kant erhielt dafür 1981 gemeinsam mit Junge und Hans-Eberhard Leupold erneut einen Nationalpreis III. Klasse.
Kant lebt seit 1999 in Neu Ruthenbeck in der Gemeinde Friedrichsruhe.

## Werke
- Das Klassenfest. Kinderbuchverlag, Berlin 1969. Illustriert von Volker Pfüller
- Die liebe lange Woche. Kinderbuchverlag, Berlin 1971. Illustriert von Heinz Handschick
- Der kleine Zauberer und die große 5. Kinderbuchverlag, Berlin 1974. Illustriert von Manfred Bofinger
  - in Westdeutschland zuerst unter dem Titel Der kleine Oliver und die große 5 mit Illustrationen von Brigitte Smith erschienen (F. Schneider, München 1975), dann als Rowohlt-Rotfuchs-Taschenbuch unter dem Originaltitel illustriert von Hans Poppel (Rowohlt, Reinbek bei Hamburg 1982).
- Roter Platz und ringsherum. Von einer Putjowka nach Moskau. Kinderbuchverlag, Berlin 1977. Illustriert von Manfred Bofinger
- Vor dem Frieden. Eine Bilderbuchgeschichte. Kinderbuchverlag, Berlin 1979. Illustriert von Steffi Bluhm
- Die Reise von Neukuckow nach Nowosibirsk. Kinderbuchverlag, Berlin 1980. Illustriert von Volker Pfüller
- Wie Janek eine Geschichte holen ging. Kinderbuchverlag, Berlin 1980. Illustriert von Egbert Herfurth
- Das achte Geißlein. Geschichten von Meck Meckentosch. Kinderbuchverlag, Berlin 1983. Illustriert von Klaus Vonderwerth (geschrieben von Kant, Peter Abraham und Hannes Hüttner unter dem gemeinsamen Pseudonym Karl Georg von Löffelholz)
- Panne auf Poseidon sieben. Kinderbuchverlag, Berlin 1987. Illustriert von Lothar Otto. ISBN 3-358-00052-4
- Alfred und die stärkste Urgroßmutter der Welt. Kinderbuchverlag, Berlin 1988. Illustriert von Cleo-Petra Kurze. ISBN 3-358-00363-9
- Hatschplatschmaxmux. Kinderbuchverlag, Berlin 1989. Illustriert von Manfred Bofinger. ISBN 3-358-01440-1
- Heinrich verkauft Friedrich. elefanten press, Berlin 1993. Illustriert von Thomas Mattheus Müller. ISBN 3-88520-454-1
- Wer hat den Bären gesehen? Beltz & Gelberg, Weinheim 1995. Illustriert von Gesa Denecke. ISBN 3-407-79669-2
- Weihnachtsgeschichten. Ravensburger Buchverlag, Ravensburg 1999. Illustriert von Rolf Bunse. ISBN 3-473-34507-5
- Mit Dank zurück. Roman. Eulenspiegel-Verlag, Berlin 2000. ISBN 3-359-00981-9

Hörspiele
- Die Nacht mit Mehlhose. 1972
- Fahrt mit Persigehl. 1985
- Der Mitnehmer – Ein Funkmonolog. 1986 (in: ndl 12/1986)

## Filmografie
- 1971: Männer ohne Bart (nach Das Klassenfest)
- 1977: Der kleine Zauberer und die große Fünf (nach dem gleichnamigen Buch)
- 1987: Das Pflugwesen – es entwickelt sich (Text)